# Silvrettahorn
Le Silvrettahorn est un sommet des Alpes, à 3 243 ou 3 244 m, dans le massif de Silvretta, à cheval entre l'Autriche (Vorarlberg) et la Suisse (canton des Grisons).

## Géographie
La frontière entre la Suisse et l'Autriche passe sur le sommet. Il marque la limite à l'est et au nord-est avec la vallée d'Ochsen, haute vallée où l'Ill prend sa source, et où le glacier d'Ochsental mesurant deux kilomètres de long, se trouve sur ce versant. Au nord-ouest, il est limité par la vallée de Klostertal, à l'ouest, commence la région de Prättigau/Davos. Au sud, il est bordé par le glacier du Silvretta.
Les sommets directement voisins du Silvrettahorn sont la Schneeglocke (3 223 m) qui se trouve entièrement en Autriche, comme la Schattenspitze (3 202 m) et le Klostertaler Egghorn (3 120 m). C'est ensuite sur le sommet du Rotflue (3 165 m), vers l'ouest, que passe la frontière entre les deux pays, ainsi que par le sommet du Signalhorn (3 207 m), plus au sud-est.

## Alpinisme
Deux refuges de montagne permettent d'atteindre le Silvrettahorn : le refuge de Wiesbaden (2 433 m) sur le versant autrichien d'Ochsental, et le refuge du Silvretta du Club alpin suisse sur le versant suisse (2 341 m) situé sous la langue du glacier du Silvretta. La première ascension enregistrée du Silvrettahorn a été effectuée en 1865 par Jules Jacot avec deux guides.